# Hypsopanchax deprimozi
 Hypsopanchax deprimozi és una espècie de peix de la família dels pecílids i de l'ordre dels ciprinodontiformes.

## Morfologia
Els mascles poden assolir els 5,4 cm de longitud total.

## Distribució geogràfica
Es troba a Àfrica: Zaire.